# Canadese taigagaai
De Canadese taigagaai (Perisoreus canadensis) is een zangvogel uit de familie Corvidae (kraaien).

## Verspreiding en leefgebied
Deze soort komt voor in Noord-Amerika en telt negen ondersoorten:
- P. c. pacificus: van centraal Alaska tot de westelijk-centrale kust van Canada.
- P. c. canadensis: van noordoostelijk Alaska en noordwestelijk Canada tot oostelijk Canada en de noordoostelijke Verenigde Staten.
- P. c. nigricapillus: noordoostelijk Quebec en Labrador (oostelijk Canada).
- P. c. albescens: oostelijk van de Rocky Mountains in het westelijke deel van Centraal-Canada en de noordelijk-centrale Verenigde Staten.
- P. c. bicolor: Rocky Mountains van zuidoostelijk Brits-Columbia en zuidwestelijk Alberta (zuidwestelijk Canada) tot oostelijk Washington, Idaho en westelijk Montana (noordwestelijke Verenigde Staten).
- P. c. capitalis: Rocky Mountains van zuidelijk Idaho tot New Mexico en Arizona  (westelijke Verenigde Staten).
- P. c. griseus: het Cascade-gebied van zuidwestelijk Canada tot noordoostelijk Californië (westelijke Verenigde Staten).
- P. c. obscurus: de noordwestkust van de Verenigde Staten.
- P. c. sanfordi: Newfoundland.

## Status
De grootte van de populatie is in 2016 geschat op 26 miljoen volwassen vogels. Op de Rode lijst van de IUCN heeft deze soort de status niet bedreigd.